# Tàrgum

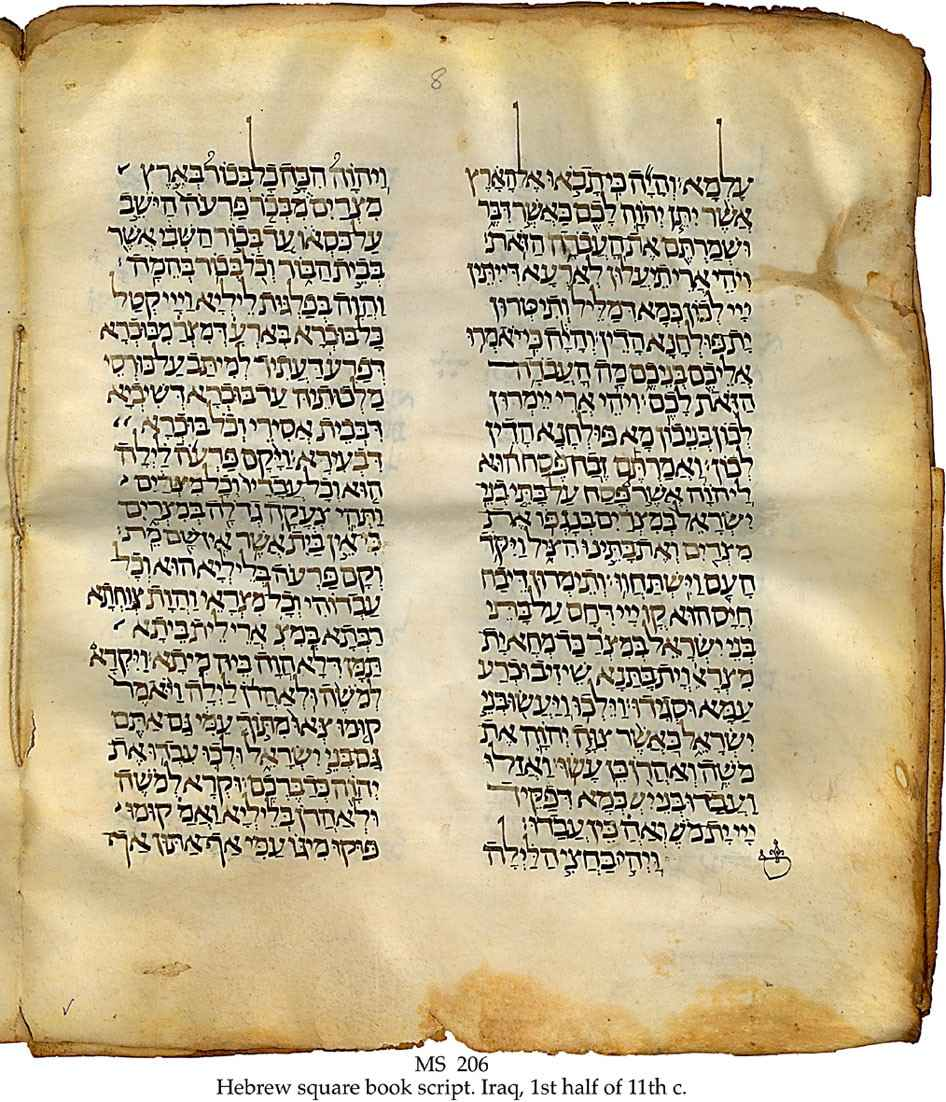
Bíblia hebrea del amb targum, potser provinent de Tunis, trobada al Kurdistan, actualment forma part de la Col·lecció Schøyen.

Un targum (en hebreu תרגום, amb vocalització תַּרְגּוּם) en plural original targumim o en català targums, era originàriament una traducció a l'arameu de la Tanakh produïda o compilada a l'antic Israel i Babilònia des del període del Segon Temple fins a començaments de l'edat mitjana (finals del primer mil·lenni).

## Origen
L'arameu fou la lingua franca durant centenars d'anys a les comunitats jueves d'Israel i Babilònia. Per facilitar l'estudi de la Tanakh i fer més intel·ligible la seva lectura pública, calgué un text amb autoritat. Com els targums reflecteixen la interpretació rabínica (midraix), clarament fugen dels antropomorfismes, a favor de lectures al·legòriques.

## Els dos targumim "oficials"
Els dos targumim més importants per a propòsits litúrgics són:
- Targum d'Onquelos de la Torà (llei)
- Targum de Jonathan dels Neviïm (profetes)

Aquests dos targumim són mencionats al Talmud de Babilònia com targum dilan (el nostre targum), atorgant-los una mena d'oficialitat. A les sinagogues dels temps talmúdics, el Targum d'Onquelos fou una lectura alternada amb la Torà, vers per vers, així com el Targum de Jonathan fou llegit amb l'Haftarah (selecció dels profetes). Aquesta tradició és seguida encara a les sinagogues dels jueus mizrahims del Iemen. Ells, que són els únics que continuen emprant el targum com a text litúrgic, preserven a més la tradició de la pronunciació de l'arameu d'acord amb el dialecte babilònic.
A més de la funció pública del targum a la sinagoga, el Talmud menciona el seu ús en el context de l'estudi personal (Berakhot 8a-b). Els manuscrits medievals de vegades presenten els texts hebreus interpolats, vers per vers, amb els targumim oficials. Aquesta pràctica dels escribes s'originà tant en l'ús públic com en els requeriments de l'estudi personal.
Els dos targumim "oficials" són considerats orientals o babilònics. Tanmateix, els experts estimen que s'originaren a Israel, a causa del marcat substrat de l'arameu occidental, tot i l'orientalització posterior dels texts.
En la mesura que les comunitats jueves deixaren de parlar en arameu, la lectura pública del targum juntament amb la Torà i l'Haftarah fou abandonada. Fou substituïda per la lectura d'altres traduccions, com la versió àrab de la Torà de Saadia Gaon. Al Iemen cada vers era llegit tres vegades (en hebreu, en arameu i en àrab).
L'estudi privat amb el targum mai no fou completament abandonat i continuà essent una font primordial per a l'exegesi; per exemple serví de font als comentaris de la Torà de Raixí. El targum és imprès al costat del text en edicions jueves de la Bíblia i les autoritats halacanes propicien l'ús de traduccions del targum i de comentaris midràixics com el de Raixí, a les llengües locals, per facilitar-ne l'estudi.

## Altres targumim de la Torà
Hi ha diversos targumim occidentals de la Torà, un dels quals fou anomenat tradicionalment Targum de Jerusalem. Aquest fou erròniament atribuït a Jonathan ben Uzziel, per la qual cosa se l'anomena també Targum Pseudo-Jonathan. Abunda en paràfrasis i tot i que és heterogeni i d'edició tardana (menciona Mahoma i Constantinoble), conté una antiga tradició d'hagadà.

## targum Ketuvim
El Talmud expressament manifesta que no hi ha un targum oficial dels Ketuvim (escrits), la qual cosa s'explica en principi perquè els escrits no complien un paper litúrgic. A més el Talmud (Megilah 3a) diu que Jonathan ben Uzziel volia compondre un targum dels Ketuvim, però "una veu del cel" públicament li ho prohibí, per impedir que es revelin les profecies sobre la data de l'arribada del Messies. Tanmateix, diversos escrits (el Llibre dels Salms, de Job i Cròniques) tenen targumim originats gairebé tots a Occident, però la manca d'ús litúrgic en dificultà la preservació. De Palestina, la tradició del targum dels Ketuvim passà a Itàlia i d'allà, durant l'edat mitjana, als jueus asquenazites i sefardites.